# Iràklio (Àtica)
Iràklio (Ηράκλειο) és una població i municipi de la unitat perifèrica d'Atenes Septentrional, a la perifèria de l'Àtica, Grècia. També forma part de l'àrea metropolitana d'Atenes. El nom del municipi deriva del d'Hèracles.

## Geografia

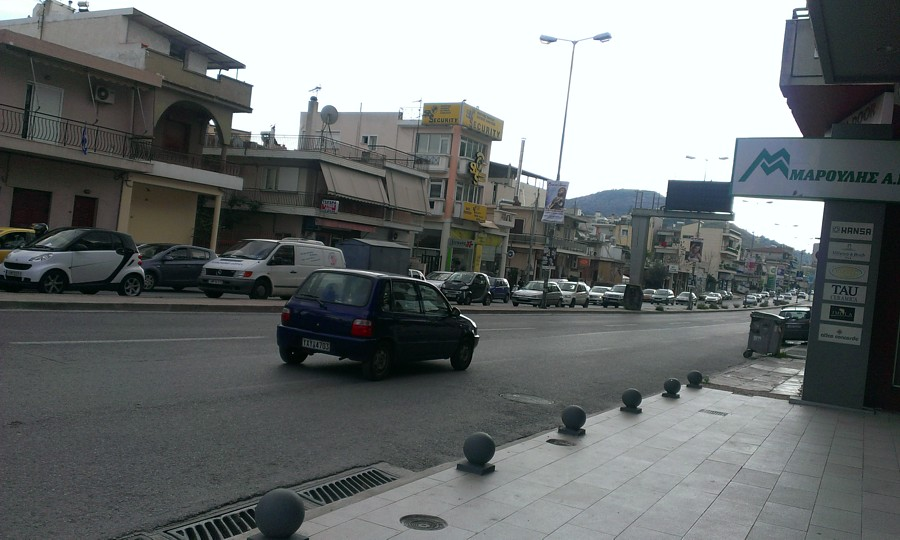
Avinguda Kimis (2013)

Iràklio es troba localitzat vora 8 quilòmetres (km) al nord del centre d'Atenes. El terme municipal té una superfície total de 4,638 quilòmetres quadrats (km²). Forma una conurbació amb altres municipis veïns com ara els de Néa Ionía, Metamórfosi, Lykovrysi-Pefki i Amarousion. Iràklio està dividit en diversos barris, com ara els de Paleo Iràklio, Neo Iràklio, Ano Iràklio i Prassinos Lofos. La via pública principal és l'avinguda d'Iràklio, la qual connecta el municipi amb el centre urbà d'Atenes. La circumval·lació nord d'Atenes, l'autopista 6, passa pel terme d'Iràklio. El municipi té dues estacions de ferrocarril: una de metro i l'altra de rodalia.

## Història

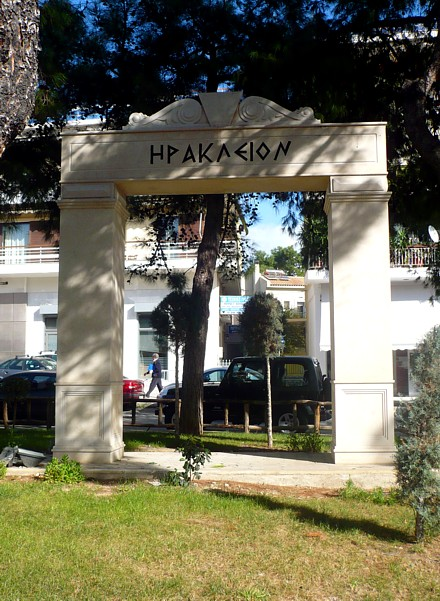
Porta d'Iràklio

Iràklio fou anomenada per un santuari a Hèracles que es trobava a la zona durant la Grècia clàssica. Abans de la guerra d'independència de Grècia la població era coneguda com Arakli.
Iràklio fou fundada com a una colònia militar dels Cossos Auxiliars Bavaresos del Rei Otó I de Grècia. Degut a les diferències entre els bavaresos catòlics i els grecs ortodoxos, el rector catòlic hagué de gestionar l'arribada d'un vaixell ple de joves catòliques des de Siros per tal d'assegurar la continuïtat de la colònia. No obstant això, la colònia fou ràpidament assimilada a la societat grega i per a la dècada del 1860, ja ningú no sabia parlar alemany. Durant la segona guerra mundial, Heinrich Himmler, que sabia de l'origen alemany de molts iracliencs, anà en persona a la zona i prengué mesures per a assegurar el comfort d'aquests durant la gran fam grega. Prop d'una centena d'iracliencs foren persuadits per a mudar-se a Alemanya com a part del Volksdeutsche i unir-se a l'exèrcit alemany, però una vegada a Baviera trobaren una benvinguda hostil; i quan tornaren a sa casa l'any 1945, van trobar-se les seues propietats confiscades pel govern grec.
Iràklio fou part del municipi d'Atenes fins a l'any 1925, quan s'escindí com a població, esdevenint finalment municipi l'any 1948. Després de la guerra, la princesa Alícia de Battenberg fundà a Iràklio l'orde religiós ortodox de Marta i Maria. El terratrèmol del 7 de setembre de 1999 afectà la zona però causant danys menors.

## Demografia

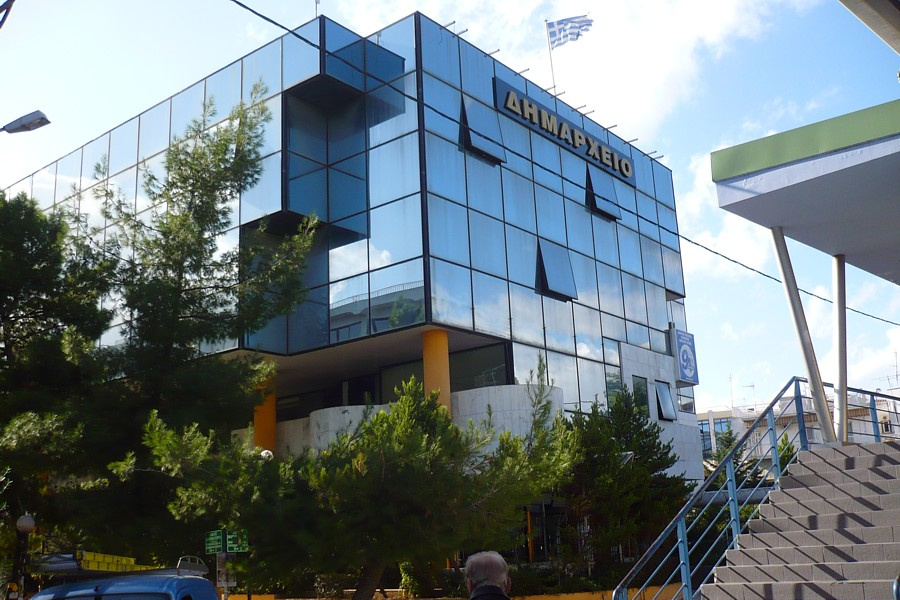
Ajuntament d'Iràklio

| Gràfica d'evolució de Iràklio entre 1981 i 2021 |
|                                                 |